# Sandro Djurić
Sandro Djurić (Schwarzach im Pongau, 15 febbraio 1994) è un calciatore austriaco, centrocampista del St. Johann.